# Colesteatoma
Un colesteatoma è una patologia dell'orecchio medio, caratterizzata da un'insolita raccolta di cellule epiteliali in prossimità del timpano o dei tre ossicini, che si forma solitamente durante l'otite media cronica colesteatomatosa.
Questa forma di otite è caratterizzata sempre da perforazione del timpano, localizzata a livello Mesotimpanico A, Epitimpanico B o Misto A/B.

## Sintomatologia
Il paziente accusa:
- Otorrea subcontinua maleodorante;
- Ipoacusia ingravescente progressiva (per coinvolgimento della catena ossiculare);
- Acufene

In seguito a processi infiammatori (soprattutto sovrainfezioni in seguito alla perforazione del timpano), è presente otodinia (dolore derivato da alterazione auricolare).
La possibile evoluzione subdola della malattia può portare a gravi complicanze come: paralisi del nervo facciale (per coinvolgimento del canale di Falloppio), labirintite (per formazione di una fistola labirintica in seguito a erosione della parete del canale semicircolare laterale) e possibili complicanze endocraniche.

## Diagnosi
Sintomi del colesteatoma, rilevabili da un'otoscopia, sono:
- la tasca di retrazione epi/mesotimpanica spesso ricoperta da materiale epidermico;
- la perforazione del timpano;
- i segni di erosione ossea;
- la presenza della secrezione tipicamente maleodorante.
- TC: per vedere coinvolgimento delle strutture adiacenti.
- Esami audiometrici.

## Terapia
La scelta della terapia dipende essenzialmente dall'età del paziente, dalla funzione uditiva residua e dall'estensione del processo.
La terapia del colesteatoma, comunque, è esclusivamente chirurgica, e consiste in una timpanoplastica chiusa o aperta.
La timpanoplastica chiusa risparmia l'integrità della parete posteriore del condotto uditivo esterno e consente il recupero post-chirurgico di un aspetto anatomico dell'orecchio del tutto simile a quello normale. Purtroppo, è associata ad un tasso di recidiva più elevato.
La procedura aperta, invece, comporta la demolizione della parete posteriore del condotto uditivo esterno, cosicché l'attico e la mastoide rimangono esposti all'esterno, consentendo una precoce identificazione delle eventuali recidive.
Nel paziente non candidabile alla terapia chirurgica, ci si limita ad effettuare frequenti toilette chirurgiche per limitare i fenomeni di erosione ossea.